# Mojave 3
Mojave 3 is een Britse groep, die bestaat uit Neil Halstead (zang, muziek), Rachel Goswell (zang), Simon Rowe (gitaar), Alan Forrester (keyboards) en Ian McCutcheon (drums). Halstead, Goswell en McCutcheon speelden eerder in de melodieuze shoegazeband Slowdive.  
Rowe en Forrester voegden zich bij de groep nadat het eerste album Ask Me Tomorrow (1995) was verschenen. In juni 2006 verscheen het vijfde album van Mojave 3, Puzzles Like You. 

## Discografie

### Albums
- Ask Me Tomorrow (1995)
- Out Of Tune (1998)
- Excuses For Travelers (2000)
- Spoon And Rafter (2003)
- Puzzles Like You (2006)